# Tessie O'Shea
Teresa Mary O'Shea, detta Tessie (Cardiff, 13 marzo 1913 – Contea di Marion, 21 aprile 1995), è stata un'attrice e cantante gallese.
Ha recitato in diversi musical a Broadway, tra cui The Girl Who Came To Supper (1963), A Time for Singing (1966), Something's Afoot (1976) e The Broadway Follies (1981). Per la sua performance in A Time for Singing ha vinto il Tony Award alla miglior attrice non protagonista in un musical.
È morta nel 1995, a 82 anni, per insufficienza cardiaca congestizia.

## Filmografia parziale
- Sul sentiero del sole (The Shiralee), regia di Leslie Norman (1957)
- Arrivano i russi, arrivano i russi (The Russians Are Coming, the Russians Are Coming), regia di Norman Jewison (1966)
- Il club dei libertini (The Best House in London), regia di Philip Saville (1969)
- Pomi d'ottone e manici di scopa (Bedknobs and Broomsticks), regia di Robert Stevenson (1971)